# Ухвала (Крупський район)
Ухвала (біл. вёска Ухвала) — село в складі Крупського району Мінської області, Білорусь. Село є адміністративним центром Ухвальської сільської ради, розташоване в східній частині області.